# 아함경
《아함경(阿含經, 산스크리트어: āgama, 영어: āgama: sacred work, scripture)》은 부파불교의 경전 모음이다.
"아함"이란 산스크리트어 낱말 아가마(āgama)의 음역(音譯)으로 법장(法藏) 또는 전교(傳敎)라고 번역(飜譯)한다. "아함"이란 문자 그대로 "전승(傳承)" 또는 "전승(傳承)한 가르침"이며, 스승에서 제자로 계승한 것을 뜻한다.  즉, 《아함경》은 고타마 붓다의 가르침을 전하는 성전(聖典)을 가리킨다. 실제로는 고타마 붓다와 그 제자들의 언행록이며, 원시불교 연구의 근본 자료다.
후일 대승불교가 일어나자 아함(阿含)은 소승(小乘)이라고 천칭(賤稱)되어 중국 등 전통적인 불교에서 그리 중시하지 않았으나 근래에 이르러 원전 연구가 활발해짐에 따라 팔리어 대장경의 《4부(四部)》와 한역 대장경의 《4아함(四阿含)》 비교 연구로 말미암아 원시불교의 진의(眞意)를 구명하려는 경향이 생겨 뛰어난 성과를 얻었다.

## 4아함
한역된 《4아함(四阿含)》은 다음의 《장아함(長阿含)》·《중아함(中阿含)》·《잡아함(雜阿含)》·《증일아함(增一阿含)》의 4종의 《아함경(阿含經)》을 가리킨다:
1. 《장아함(長阿含)》: 장경(長經) 30경을 포함하고 있다.(법장부)
2. 《중아함(中阿含)》: 길지도 짧지도 않은 222경을 포함하고 있다.(설일체유부)
3. 《잡아함(雜阿含)》: 소경(小經) 1362경을 포함하고 있다.(설일체유부)
4. 《증일아함(增一阿含)》: 서품(序品)을 제외한 473경이 1에서 11까지의 법의 수에 의하여 분류되어 있다.(대중부)

《4아함》은 불교 교단이 부파로 분열되기 이전에 이미 주로 형식상으로 분류되어 대개 모든 부파가 그 원형을 가지고 있었을 것으로 여겨진다. 현존하는 이들 한역(漢譯) 4아함의 각각은 서로 다른 부파에 의하여 전하여진 것들이다.

## 4부
《4아함》에 상당하는 팔리어 문헌의 《4부(四部)》는 다음과 같다.
1. 《장부(長部)》 34경
2. 《중부(中部)》 152경
3. 《상응부(相應部)》 2875경
4. 《증지부(增支部)》 2198경

《4부(四部)》에 《소부(小部)》 15경을 추가하여 《5부(五部)》라고 한다.

## 같이 보기
- 부파불교
- 경장
- 맛지마 니까야
- 쿳다까 니까야

## 참고 문헌
- 이 문서에는 다음커뮤니케이션(현 카카오)에서 GFDL 또는 CC-SA 라이선스로 배포한 글로벌 세계대백과사전의 내용을 기초로 작성된 글이 포함되어 있습니다.